# Fissidens schiffneri
Fissidens schiffneri är en bladmossart som beskrevs av Julius Baumgartner och Dixon in J. Fröhlich 1953. Fissidens schiffneri ingår i släktet fickmossor, och familjen Fissidentaceae. Inga underarter finns listade i Catalogue of Life.